# ارتینگن
ارتینگن (به آلمانی: Ertingen) یک شهر در آلمان است که در Biberach واقع شده‌است. ارتینگن ۵٬۵۵۷ نفر جمعیت دارد.

## خواهرخوانده
شهر Granges-sur-Vologne خواهرخواندهٔ ارتینگن هست.